# عقاب ماهی‌خوار سرخاکستری
عقاب ماهی‌خوار سرخاکستری (نام علمی: Ichthyophaga ichthyaetus) نام یک گونه از سرده عقاب‌های دریایی است. زیستگاه این پرنده جنوب شرق آسیا (کشورهای هند، مالزی، اندونزی، فیلیپین، سری‌لانکا، نپال، بنگلادش، تایلند، لائوس، ویتنام و کامبوج) است. طول آن بین ۶۱ تا ۷۵ سانتی‌متر بوده و وزن ماده‌ها بین ۲/۳ تا ۲/۷ کیلوگرم و نرها وزنی معادل ۱/۶ کیلوگرم دارند. فاصله بین دوبال ۱۵۵–۱۷۰ سانتی‌متر بوده و طول دم آنها ۲۳–۲۸ سانتی‌متر است. در جنگل‌هایی با ارتفاع کمتر از ۱۵۰۰ متر از سطح دریا لانه‌سازی کرده و بین دو تا چهارتخم می‌گذارد. جوجه‌ها پس از ۴۰–۴۵ روز از تخم بیرون می‌آیند و ۷۰ روز پس از آن می‌توانند پرواز کنند.